# 兵家
兵家，為中国春秋战国时期诸子百家其中一家，研究讨论的主要是軍事哲学思想（西方近似的称作：The philosophy of war），学说重点在于“用兵”，即战略战术问题。春秋战国之后，那些通晓军事的用兵者，学者也往往归入或称为“兵家”。在中國古代指拥兵一方的豪强或军将，亦有为部曲私兵之称。

## 分類
《汉书·艺文志·兵书略》将兵家著作分为四类：

　　兵权谋类，侧重于军事思想、战略策略；

　　兵形势类，专论用兵之形势；

　　兵阴阳类，以阴阳五行论兵，且杂以鬼神助战之说；

　　兵技巧类，以兵器和技巧为主要内容。

## 主要代表人物
兵家的主要代表人物在春秋战国时期主要有孙武、吴起、孙膑、尉缭、田穰苴等。兵家的思想源头可以追溯到商周时期的吕尚（即史上著名的姜太公）。
孙子的著作《孙子兵法》深受吳國歡迎，並在古今中外影响深远。
吴起往往被归为儒家，但又为儒家学者所诟病，如白居易〈慈烏夜啼〉：「昔有吳起者，母歿喪不臨。嗟哉斯徒輩，其心不如禽」。

## 影响
春秋战国时期的兵家学说对此后的中国影响深远。
兵家思想于东亚有重大深远影响，如日本就有“兵学者”一词。
兵家思想对于今现代，当代的商场（商战），政治都有影响。

## 重要著作
- 《太公兵法》（亡佚）
- 孙子《孙子兵法》
- 孙膑《孫膑兵法》（亡佚却被再次发现）
- 吳起《吳子兵法》
- 諸葛亮《兵法二十四篇》
- 田穰苴《司馬法》

## 外部連結
1. ↑  《汉书·艺文志》：兵家者，盖出古司马之职，王官之武备也。
2. ↑  《后汉书·朱儁传》：临军易将，兵家所忌。